# Trespass (album)
Trespass je druhé studiové album anglické původně progresivně rockové skupiny Genesis, vydané v říjnu roku 1970.

## Seznam skladeb
Všechny skladby napsali Tony Banks, Peter Gabriel, Anthony Phillips a Mike Rutherford.

### Strana 1
1. "Looking for Someone" – 7:06
2. "White Mountain" – 6:45
3. "Visions of Angels" – 6:51

### Strana 2
1. "Stagnation" – 8:50
2. "Dusk" – 4:13
3. "The Knife" – 8:56

## Sestava
- Peter Gabriel – zpěv, flétna, hoboj, akordeon, basový buben, perkuse
- Anthony Phillips – akustická kytara, elektrická kytara, dulcimer, perkuse, doprovodný zpěv
- Mike Rutherford – baskytara, klasická kytara, violoncello, doprovodný zpěv
- Tony Banks – varhany, piáno, mellotron, kytara, doprovodný zpěv
- John Mayhew – bicí, perkuse, doprovodný zpěv